# Jan Ślusarczyk

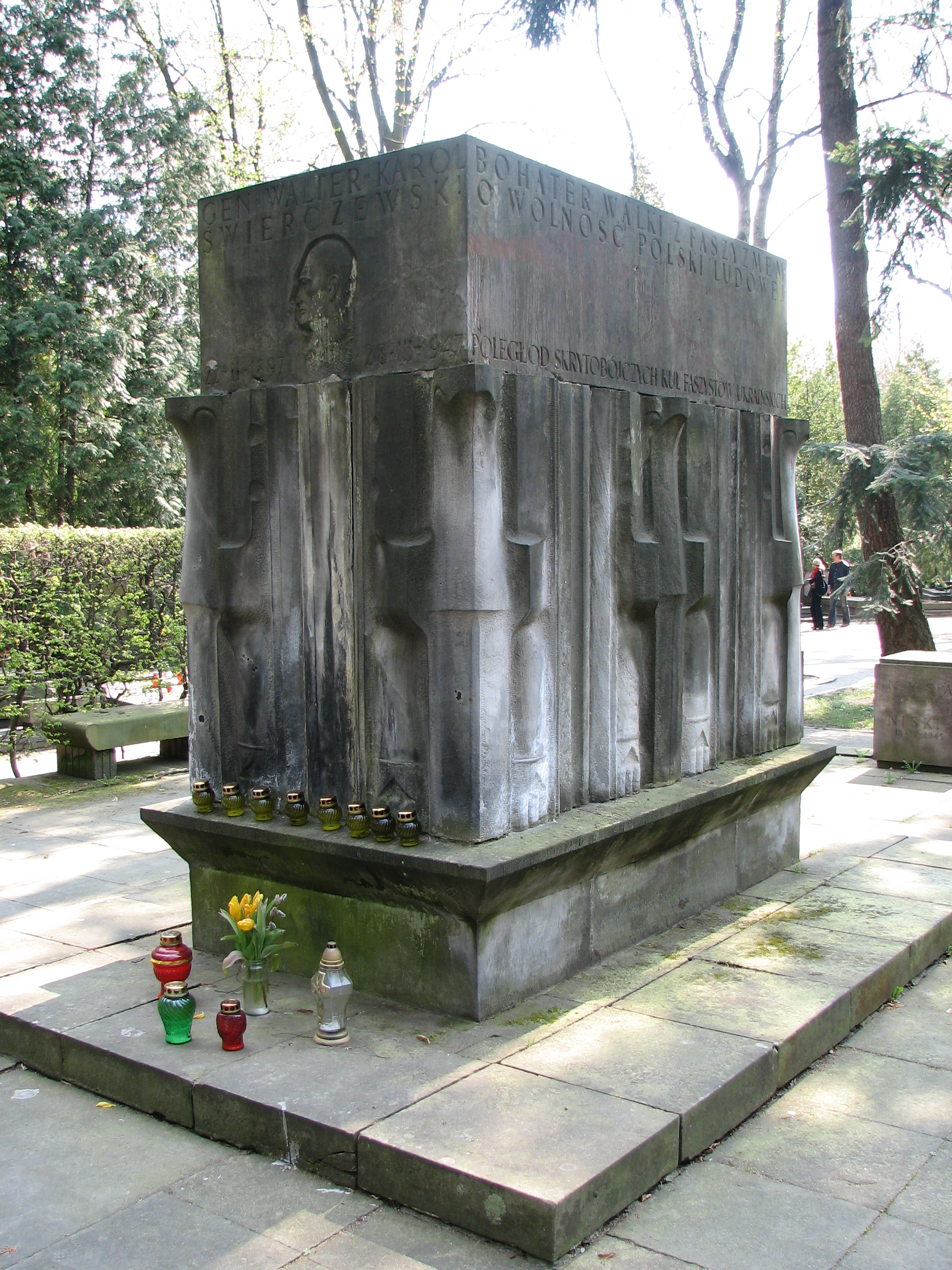
Sarkofag gen. Świerczewskiego

Jan Ślusarczyk (ur. 20 listopada 1903 w Bąkowej Górze, pow. Radomsko, zm. 31 sierpnia 1980 w Warszawie) – rzeźbiarz, malarz i pedagog, profesor warszawskiej Akademii Sztuk Pięknych.

## Życiorys
Ukończył Miejską Szkołę Sztuk Zdobniczych i Malarstwa oraz Akademię Sztuk Pięknych w Warszawie, gdzie studiował w pracowni rzeźby u prof. Tadeusza Breyera. Dyplom ASP na Wydziale Rzeźby – 1939 r. W roku 1945 wstąpił do ZPAP. Od 1945 roku brał czynny udział w pracy artystycznej. Udział we wszystkich wystawach rzeźby okręgowych i ogólnopolskich oraz Wystawie XV-lecia PRL. W roku 1946 brał udział w I Wystawie Malarstwa „Ruiny Warszawy” – nagroda. W latach 1946–1948 wykonywał szereg prac dla Domu Wojska Polskiego i Muzeum Wojska Polskiego.
Przez trzydzieści pięć lat powojennego życia Jan Ślusarczyk pełnił wiele różnych funkcji społecznych, zarówno w Okręgu Warszawskim czy Zarządzie Głównym Związku Polskich Artystów Plastyków, jak i z powołania Ministerstwa Kultury i Sztuki. Był też członkiem artystycznych Komisji kwalifikacyjnych i sądów konkursowych. Srebrny Krzyż Zasługi przyznano mu w 1946 roku. Brązowy Medal za Zasługi dla Obronności Kraju w 1978 roku, odznakę Zasłużonego Działacza Kultury uzyskał w 1979 roku. Krzyż Kawalerski Orderu Odrodzenia Polski otrzymał w 1980 roku.

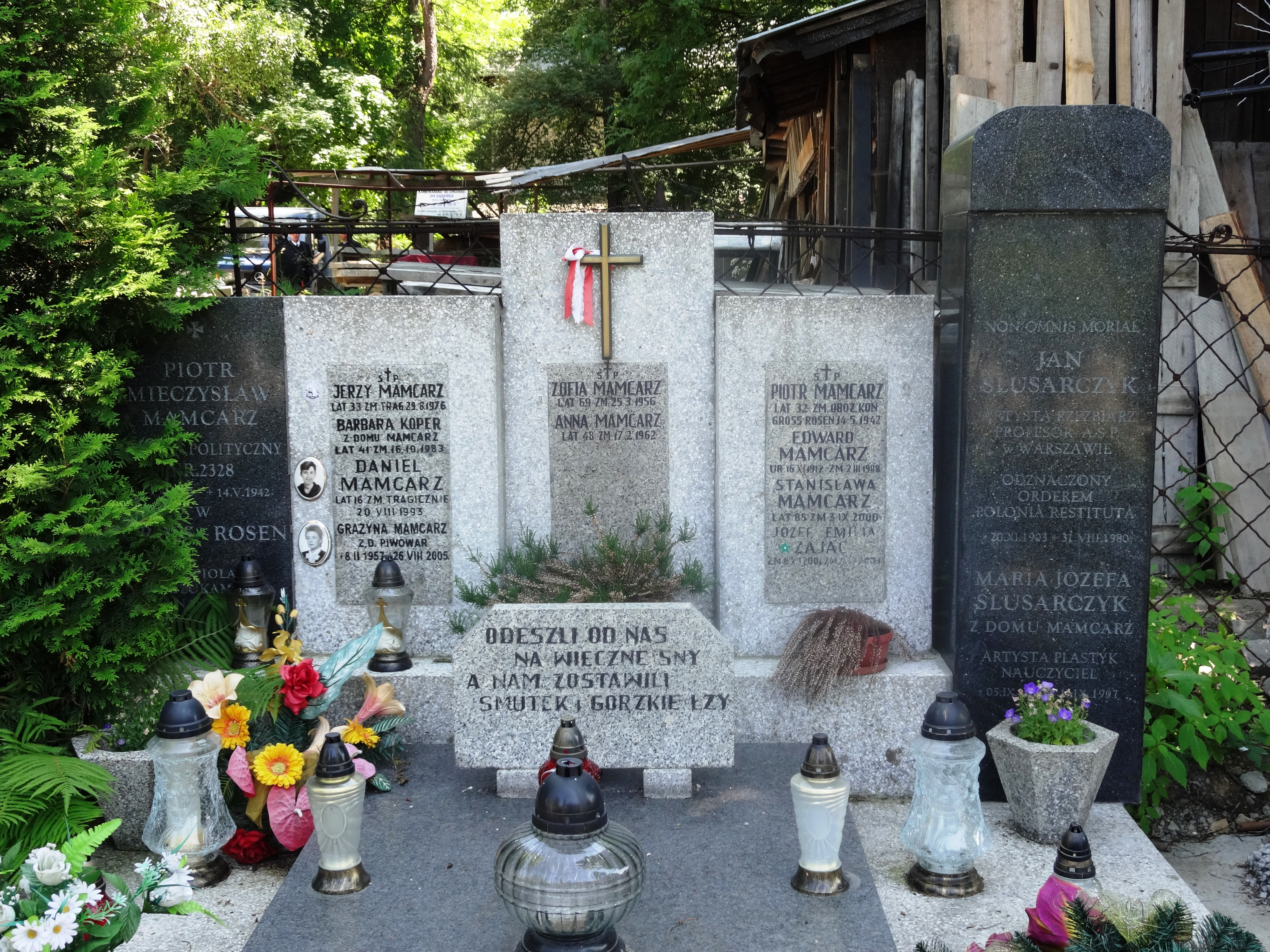
Grobowiec rodziny Mamcarzów
na Nowym Cmentarzu w Zakopanem,
w tym grobowcu pochowany jest Jan Ślusarczyk, którego żona była z domu Mamcarz

Został pochowany na Nowym Cmentarzu w Zakopanem (kw. F1-2-15).

## Konkursy – nagrody i wyróżnienia
- Nagroda ZPAP na I Wystawie Malarstwa pt. „Ruiny Warszawy” za obraz „Plac Grzybowski”
- II nagroda na konkursie ceramiki MKiS
- I nagroda na konkursie ceramiki MKiS
- Wyróżnienie na Konkursie Olimpijskim
- I nagroda za Sarkofag gen. Świerczewskiego
- I nagroda MKiS na konkursie „Puchar Tatr”
- Wyróżnienie na konkursie „Łuk Triumfalny” – Lublin[2].

Prace Jana Ślusarczyka zostały opisane w publikacji Danuty Wróblewskiej Jan Ślusarczyk – rzeźba.

## Ważniejsze realizacje
- 1948–1949 – sarkofag gen. Karola Świerczewskiego – Cmentarz Wojskowy na Powązkach, Warszawa[5]
- 1951 – Pomnik Wdzięczności dla Armii Radzieckiej – Białystok
- 1953-1955 – kompleks rzeźb w Parku Kultury w Chorzowie m.in. Pomnik Hutnika
- 1955 – płaskorzeźba na gmachu Ministerstwa Finansów – Warszawa
- 1956 – rzeźby dekoracyjne na Grand Hotelu – Warszawa
- 1959 – konserwacja kamienicy pod Św. Krzysztofem w Kazimierzu Dolnym
- 1962-1963 – konserwacja rzeźb w Natolinie, Królikarni, Supraślu
- 1964-1965 – prace rekonstrukcyjno-konserwatorskie w Deir-el-Bahari w Egipcie[2].
- 1970 – Pomnik Braterstwa Broni w Siemiatyczach[3].

## Wystawy indywidualne
- 1962 – Wystawa Rzeźb (66 prac) – Warszawa, Łazienki – Pomarańczarnia
- 1964 – Wystawa Rzeźby – Olsztyn
- 1965 – Wystawa szkiców malarskich z Egiptu – Warszawa, Galeria MDM
- 1968 – Wystawa portretów „Przywódcy i działacze ruchu ludowego” – Warszawa – gmach NK ZSL[2]
- 1974 – Wystawa indywidualna „Portrety Indian” w Montrealu (Lobby Place Ville Marie)
- 1975 – Wystawa indywidualna rzeźb „Portrety ludzi wsi” w Muzeum Rolnictwa im. ks. Krzysztofa Kluka w Ciechanowcu
- 1978 – Uroczystość 75-lecia urodzin połączona z 30-leciem pracy pedagogicznej w warszawskiej uczelni plastycznej
- 1980 – Wystawa indywidualna „Rzeźby Jana Ślusarczyka” w salach Arsenału (Biuro Wystaw Artystycznych) w Białymstoku[3].

W Muzeum Rolnictwa im. ks. Krzysztofa Kluka w Ciechanowcu znajduje się „Galeria głów” dłuta Jana Ślusarczyka.

## Galeria

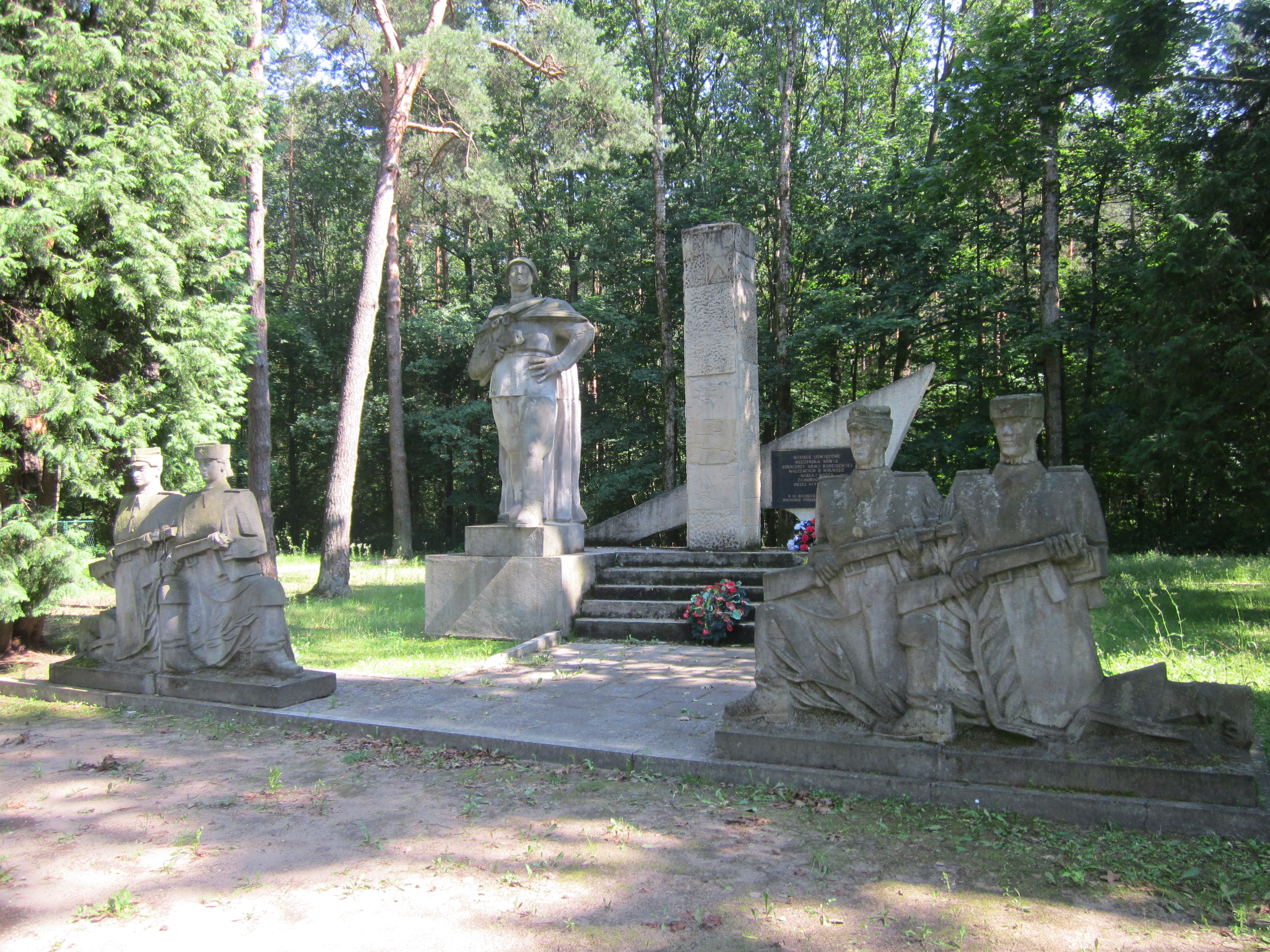
Pomnik Wdzięczności Armii Radzieckiej w Białymstoku
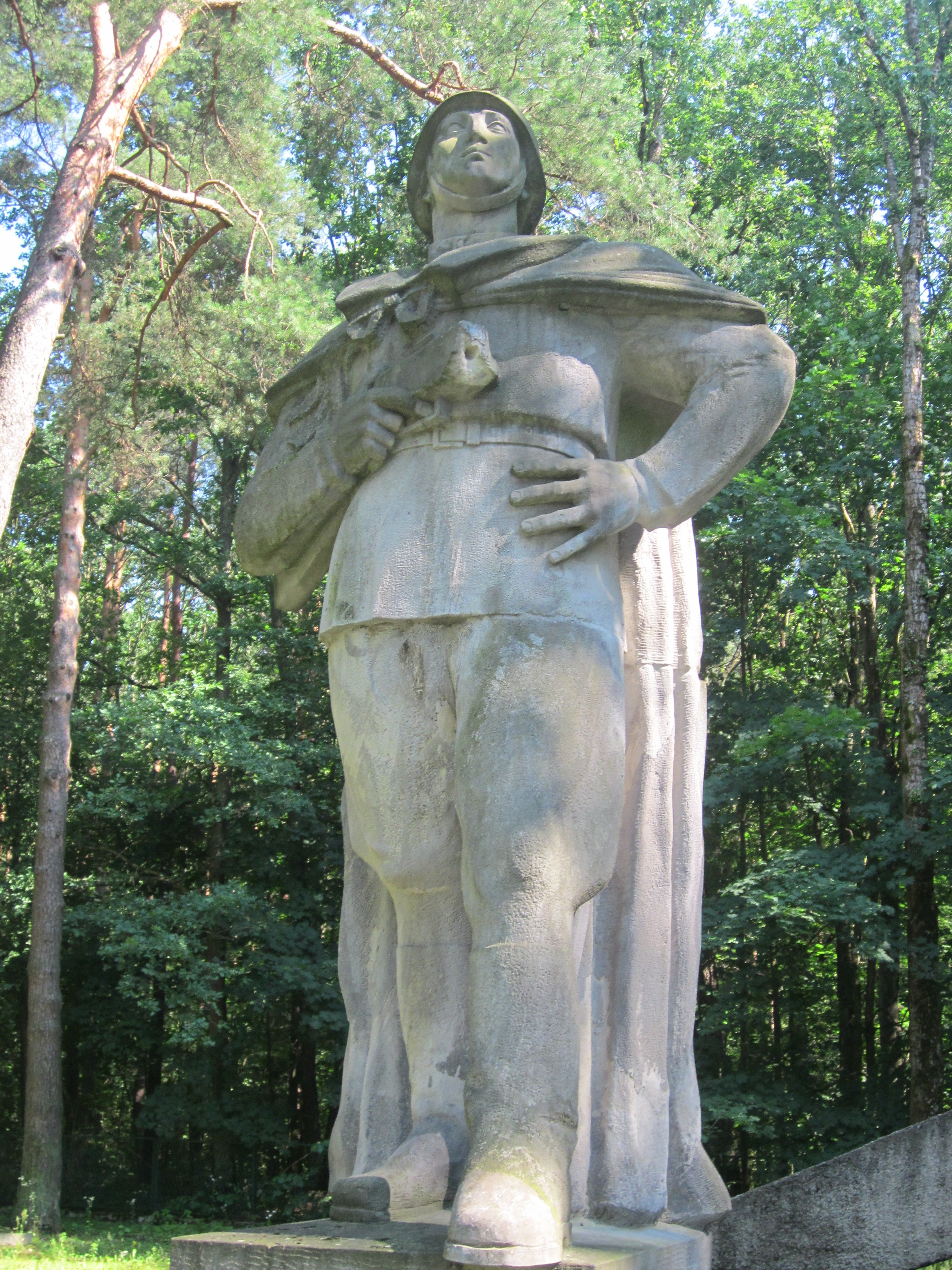
Rzeźba żołnierza z Pomnika Wdzięczności Armii Radzieckiej w Białymstoku
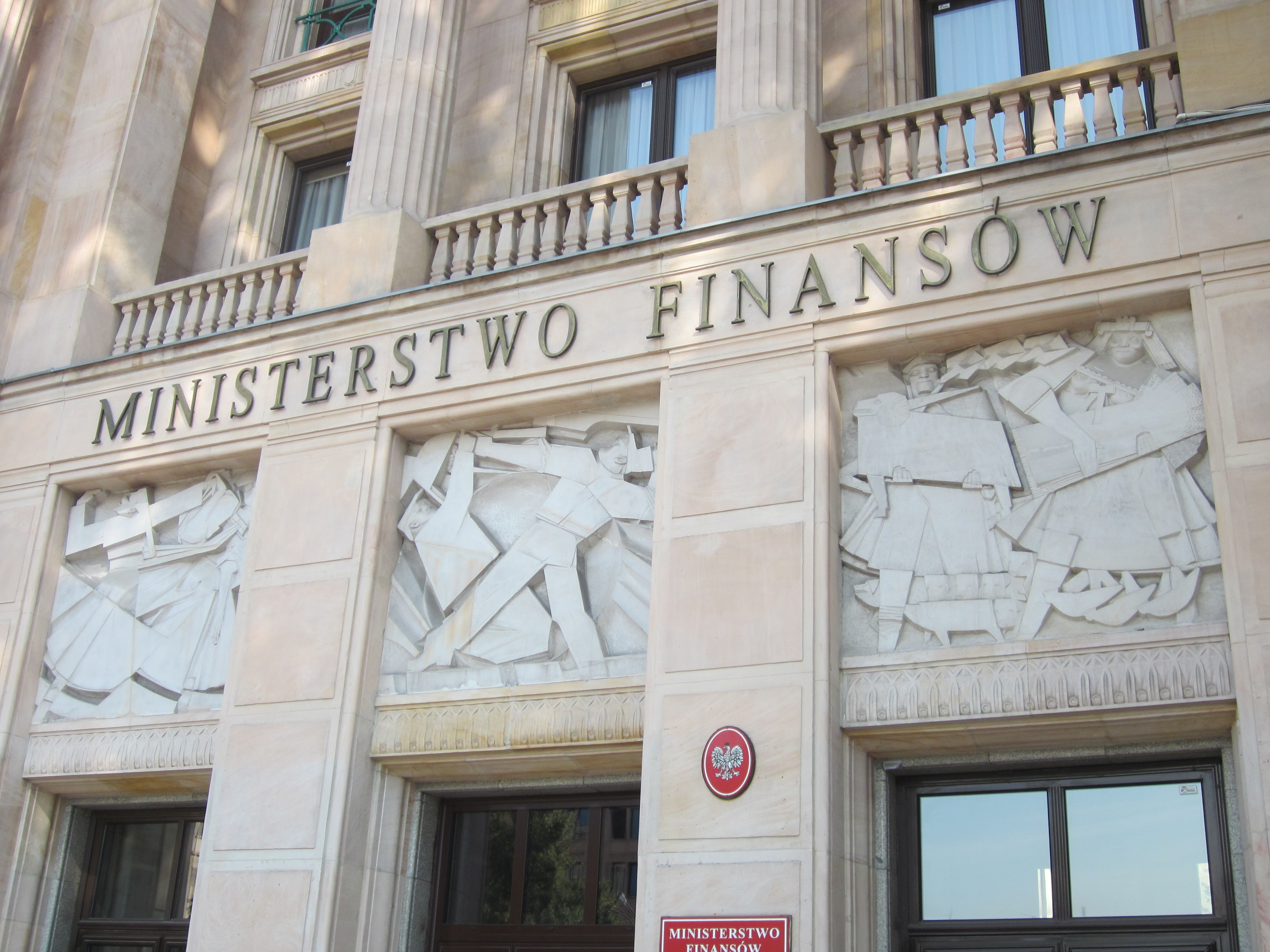
Supraporty na gmachu Ministerstwa Finansów w Warszawie
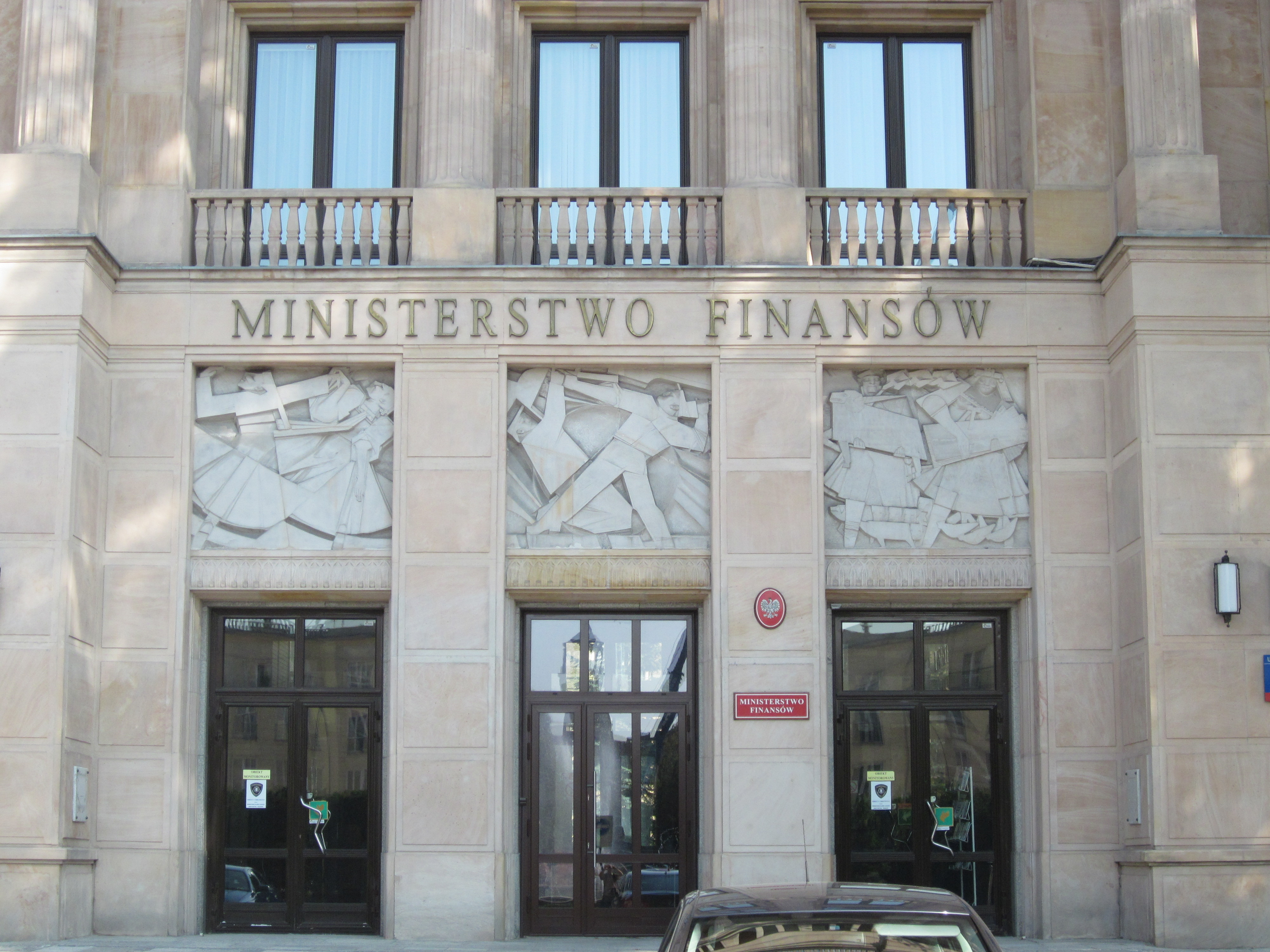
Główne wejście do Ministerstwa Finansów
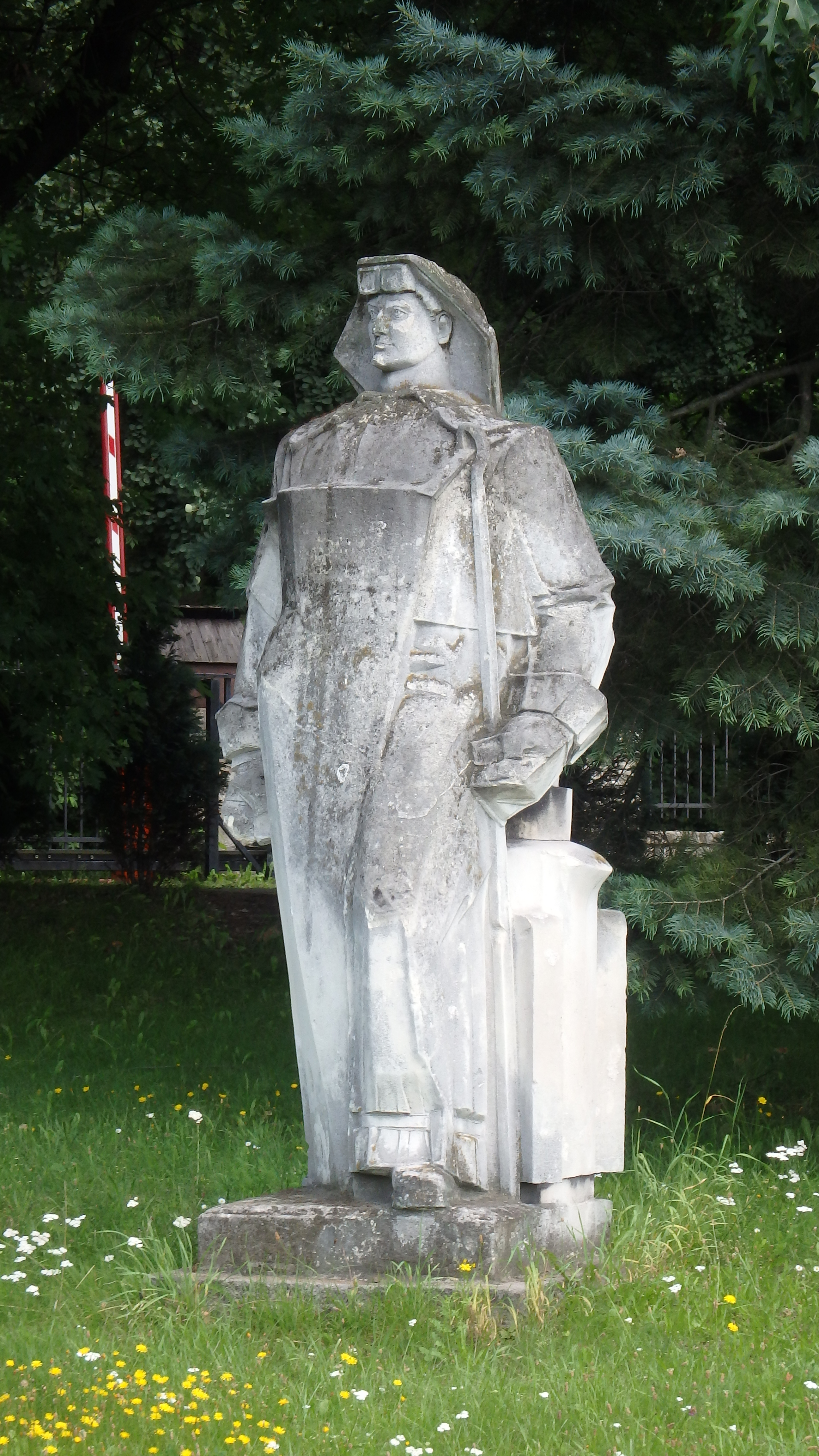
Pomnik Hutnika Chorzów